# Margherita Galeotti
Margherita Galeotti (1867 - après 1912) est une pianiste et compositrice italienne.

## Biographie
Margherita Galeotti nait en 1867 à Mauern, en Bavière. Elle étudie le piano et la composition avec Giuseppe Buonamici (en) à Florence et est diplômée après avoir étudié avec Giuseppe Martucci à Bologne. 
Après avoir terminé ses études elle se produit comme pianiste de concert en Europe,.

## Œuvres
Galeotti a composé des œuvres pour voix, piano, violon et violoncelle. 
- Trio avec piano en ré mineur (1912)
- Sonate pour violon